# Alesha Dixon
Alesha Anjanette Dixon (Welwyn Garden City, 7 oktober 1978) is een Britse zangeres, rapper, songwriter, fotomodel en televisiepersoonlijkheid.
Na bekendheid te hebben gekregen in het meidengroepje Mis-Teeq bracht Dixon in 2008 haar tweede soloalbum The Alesha show uit. Het eerste, Fired up uit 2007, werd alleen in Japan uitgebracht. In het Verenigd Koninkrijk ging The Alesha show meer dan 100.000 maal over de toonbank. De eerste single van het album, The boy does nothing, werd een top tien hit. Daarna werden het nummer en het album ook elders in Europa succesvol.

## Biografie
Dixon werd geboren en groeide op in Welwyn Garden City, ten noorden van Londen, en is de dochter van een Britse moeder en een Jamaicaanse vader. Ze heeft vijf halfbroers en een halfzus. Als kind droomde ze ervan danseres en zangeres te worden, maar haar moeder, die haar kinderen grotendeels alleen moest opvoeden, had geen geld voor lessen.
Na de middelbare school wilde Dixon sportlerares worden, maar haar plannen veranderden toen ze in de trein werd aangesproken door een muziekproducer, die haar vroeg of ze kon zingen. Tijdens de terugreis vroeg iemand haar of ze in een band zat. Hierop zette Dixon haar studieplannen op een laag pitje en probeerde ze een carrière in de muziek van de grond te krijgen.

## Muziekcarrière
In 1999 ontmoette Dixon Sabrina Washington, met wie ze besloot een duo te vormen. Het tweetal nam een demo op genaamd Inspiration. Bij een auditie maakten ze kennis met Su-Elise Nash, die zich bij hen voegde. Kort daarna kreeg het trio een contract bij Telstar Records en werd een vierde lid, Zena McNally, aan de tot Mis-Teeq gedoopte band toegevoegd.
Kort na het verschijnen van de debuutsingle Why? verliet McNally de band. Er werd geen vervangster voor haar gezocht en Mis-Teeq ging als trio verder. In 2001 kwam het eerste album, Lickin' on both sides uit. Het leverde de meiden een aantal hits op in de Britse charts, waaronder All I want en One night stand.
In 2003 kwam het tweede album uit, Eye Candy. Onder meer de singles Scandalous en Can't get it back deden het goed in de charts. In 2004 volgde een tournee door de Verenigde Staten, waar Scandalous een hit werd. Na terugkeer naar Groot-Brittannië om aan het derde album te gaan werken, bleek dat Telstar Records failliet was gegaan. Een album met muzikale hoogtepunten volgde, waarna de dames besloten uit elkaar te gaan en solocarrières te beginnen.
In 2005 tekende Dixon een contract bij Polydor Records, waar ze een jaar werkte aan haar eerste soloalbum. Een jaar en enkele matig scorende singles later gingen Polydor en Dixon uit elkaar. Het album Fired up werd alleen officieel in Japan uitgebracht.
In 2008 vond Dixon onderdak bij Asylum Records, waar ze een deal voor vier albums maakte. In november werd haar album The Alesha show uitgebracht. The boy does nothing van dat album leverde haar een grote - ook internationale - hit op.

## Modellenwerk en televisie
Dixon heeft shoots gedaan voor magazines als Arena, FHM, Company en Bliss, alsmede fashion shoots en editorials voor andere tijdschriften. Ze werd gevraagd voor de videoclip van She wants to move van N*E*R*D nadat frontman Pharrell Williams haar zag op de cover van Arena. Dixon is het gezicht van Veet en het kledingmerk Ecko Red.
Haar carrière als televisiepersoonlijkheid nam een vlucht na het presenteren van prijzengala's als de MOBO's en Brit Awards. Haar deelname aan het vijfde seizoen van het door miljoenen bekeken BBC-programma Strictly Come Dancing (de Britse Dancing with the Stars) in 2007 zorgde voor haar definitieve doorbraak buiten de R&B-scene. Samen met haar danspartner Matthew Cutler was Dixon vanaf week 1 een van de favorieten voor de titel, die ze uiteindelijk wonnen door in de finale EastEnders-acteur Matt DiAngelo en partner te verslaan. Haar enthousiasme, karakteristieke lach en uitbundige persoonlijkheid maakten haar erg geliefd bij het publiek.
In 2008 maakte Dixon voor de BBC de documentaire Alesha Dixon - Look But Don't Touch, waarin ze toont hoe foto's van beroemdheden digitaal worden bewerkt om ze er perfect uit te laten zien, en welke invloed dit heeft op jonge meisjes, die zich spiegelen aan dit ideaalbeeld. Voor de documentaire deed Dixon een shoot en liet de foto's onbewerkt in een tijdschrift plaatsen.
In maart 2009 beklom Dixon samen met acht andere beroemdheden de berg Kilimanjaro in Tanzania, de hoogste berg van Afrika (5895 m), voor een gesponsord televisieprogramma voor de bestrijding van malaria in Afrika. De andere klimmers waren Take That-zanger Gary Barlow, Girls Aloud-zangeressen Kimberley Walsh en Cheryl Cole, Boyzone-zanger Ronan Keating, radio-dj Chris Moyles, musicalster Denise Van Outen en televisiepresentators Ben Shepard en Fearne Cotton. Op 7 maart behaalde Dixon als laatste van het negental de top, geplaagd door hoogteziekte, pijn en uitputting.
In de zomer van 2009 werd bekendgemaakt dat Dixon plaats zou nemen in de jury van de televisieshow Strictly Come Dancing, schijnbaar omdat de BBC een jonger kijkerspubliek wilde trekken. Dit nieuws zorgde voor heel wat controverse in de media en bij fans van het programma. Een gerespecteerd ouder vrouwelijk jurylid zou ontslagen zijn om Dixon een plaats in de show te kunnen geven. Ook zou Dixon niet gekwalificeerd genoeg zijn om de danswedstrijd te jureren. 
Vanaf 2012 is ze jurylid samen met Amanda Holden, Simon Cowell en Bruno Tonioli, voorheen David Walliams van 2012-2022, van Britain's Got Talent. Samen met Walliams kwam ze is 2012 bij de show als vervanging van David Hasselhoff en Michael McIntyre die er na 1 seizoen mee stopten. 
In 2017 was ze 3 maal gastjurylid tijdens het 14de seizoen van The X Factor als vervanging van Nicole Sherzinger (1x), Sharon Osbourne (1x) en Simon Cowell (1x). Daarnaast was ze de presentatrice van Dance Dance Dance samen met Ashley Banjo.
In 2019 was ze jurylid bij Britain's Got Talent: The Champions. Van 2019-2020 was ze jurylid van The Greatest Dancer samen met Jordan Banjo. In 2020 was ze jurylid bij America's Got Talent: The Champions naast Simon Cowell, Heidi Klum en Howie Mandel.In 2021 was ze gastjurylid bij RuPaul's Drag Race en jurylid bij Walk The Line naast Gary Barlow, Dawn French en Craig David. In 2022 was ze jurylid bij Australia's Got Talent naast Kate Ritchie, Shane Jacobson en BGT jurylid David Walliams. Daarnaast was ze ook jurylid bij Britain's Got Talent: The Ultimate Magican samen met Amanda Holden, David Walliams en Penn Jilette. In 2023 presenteerde ze het Eurovisiesongfestival in Liverpool samen met Hannah Waddingham, Julia Sanina en Graham Norton.

### Jurylid
- Britain's Got Talent (2012-heden) - samen met Amanda Holden, Simon Cowell (2012-heden), David Walliams (2012-2022) en Bruno Tonioli (2023-heden)
- The X Factor (2017) - als gastjurylid
- Britain's Got Talent: The Champions (2019) - samen met  Amanda Holden, Simon Cowell en David Walliams
- The Greatest Dancer (2019-2020)
- America's Got Talent: The Champions (2020) - samen met Simon Cowell, Heidi Klum en Howie Mandel
- Australia's Got Talent (2022) - samen met Kate Ritchie, Shane Jacobson en David Walliams
- Britain's Got Talent: The Ultimate Magican (2022) - samen met Amanda Holden, David Walliams en Penn Jilette

## Privéleven
In de zomer van 2005, na een relatie van vijf jaar, trouwde Dixon met Michael Harvey, beter bekend als MC Harvey, lid van de Britse groep So Solid Crew. Nog geen jaar later bleek Harvey een affaire te hebben met zangeres en vriendin van Dixon Javine Hylton, waarna een scheiding volgde. De affaire en nasleep werden breed uitgemeten in de Britse roddelpers.
Na de scheiding van Harvey werd Dixon door de media onder meer gekoppeld aan Pharrell Williams, model James Chandler en Strictly Come Dancing-collega Matt Di Angelo. Dixon heeft deze relaties ontkend. In 2008 had ze een korte romance met Aston Villa-voetballer John Carew.

## Discografie

### Albums
| Album met eventuele hitnotering(en) in de Nederlandse Album Top 100 | Datum van verschijnen | Datum van binnenkomst | Hoogste positie | Aantal weken | Opmerkingen |
| ------------------------------------------------------------------- | --------------------- | --------------------- | --------------- | ------------ | ----------- |
| The Alesha show                                                     | 2009                  | 14-03-2009            | 80              | 2            |             |

### Singles
| Single met eventuele hitnotering(en) in de Nederlandse Top 40 | Datum van verschijnen | Datum van binnenkomst | Hoogste positie | Aantal weken | Opmerkingen                |
| ------------------------------------------------------------- | --------------------- | --------------------- | --------------- | ------------ | -------------------------- |
| The boy does nothing                                          | 2009                  | 28-02-2009            | 12              | 13           | Nr. 5 in de Single Top 100 |
| Breathe slow                                                  | 2009                  | 30-05-2009            | tip2            | -            |                            |

| Single met hitnotering(en) in de Vlaamse Ultratop 50 | Datum van verschijnen | Datum van binnenkomst | Hoogste positie | Aantal weken | Opmerkingen |
| ---------------------------------------------------- | --------------------- | --------------------- | --------------- | ------------ | ----------- |
| The boy does nothing                                 | 2009                  | 21-02-2009            | 16              | 14           |             |
| Breathe slow                                         | 2009                  | 16-05-2009            | tip12           | -            |             |

- Bibsys: 9060121
- Bibliothèque nationale de France: cb160226147 (data)
- Gemeinsame Normdatei: 138325065
- International Standard Name Identifier: 0000 0003 6638 2534
- Library of Congress Control Number: n2012078103
- MusicBrainz: b54a3b47-8f52-46fd-85f2-49165ea437b8
- Nationale Bibliotheek van Tsjechië: xx0133944
- Nationale Bibliotheek van Polen: a1000000036979
- Nederlandse Thesaurus van Auteursnamen: 33274518X
- Virtual International Authority File: 230833646
- WorldCat: E39PBJf8wX7crKht6ch7JRmrv3